# Cowboys, Sisters, Rascals and Dirt
Cowboys, Sisters, Rascals and Dirt è il sessantesimo album di Waylon Jennings, pubblicato dalla Ode 2 Kids Records e dalla RCA Records nel giugno del 1993.
Si tratta di un concept-album di brani musicali dedicati ai bambini, scritti da Jennings.

## Tracce
Testi e musiche di Waylon Jennings dove non indicato altrimenti.
1. I'm a Little – 2:57
2. I Just Can't Wait – 2:34
3. When I Get Big – 2:11
4. All of My Sisters Are Girls – 2:59
5. A Bad Day – 3:09
6. Dirt – 2:36
7. Cowboy Movies – 3:01
8. If I Could Only Fly – 2:34
9. Useless (The Little Horse That Didn't Grow) – 5:23 (Waylon Jennings, Shooter Jennings)
10. Small Packages – 2:14
11. Shooter's Theme – 2:15

Durata totale: 31:53

## Musicisti
- Waylon Jennings - voce, chitarra
- Sonny Curtis - chitarra
- Rob Turner - steel guitar, mandolino, dobro, banjo
- Glen Duncan - fiddle
- Barney Robertson - tastiere
- Terry McMillan - armonica, percussioni
- Jerry Bridges - basso
- Jeff Hale - batteria
- Christiana Lund - accompagnamento vocale
- Jeannie Robertson - accompagnamento vocale